# Svarttyglad visslare
Svarttyglad visslare (Pachycephala inornata) är en fågel i familjen visslare inom ordningen tättingar.

## Utseende och läte
Svarttyglad visslare är en knubbig grå tätting med rätt kraftig svart näbb. Hanen är ljust orangefärgad på strupen men mörk på tygeln, ej orange som hos malleevisslaren. Honan är gråaktig, under stjärten ljusare. Bland lätena hörs ett pulserande syntliknande "chowp-chowp-chowp-chowp".

## Utbredning och systematik
Fågeln förekommer från södra Western Australia till norra Victoria och sydvästra och centrala New South Wales. Den behandlas som monotypisk, det vill säga att den inte delas in i några underarter.

## Levnadssätt
Svarttyglad visslare hittas i torra skogar och buskmarker i halvarida områden. 

## Status och hot
Arten har ett stort utbredningsområde, men tros minska i antal, dock inte tillräckligt kraftigt för att den ska betraktas som hotad. Internationella naturvårdsunionen IUCN listar arten som livskraftig (LC).